# Serguéi Freiman
Serguéi Nikoláievich Freiman, en ruso Сергей Николаевич Фрейман (nacido el 7 de mayo de 1882 en Vladivostok, fallecido en 1946 en Taskent), fue un ajedrecista ruso. Era también conocido como Sergey von Freymann, a pesar de no tener familia alemana.

## Trayectoria como ajedrecista

### De 1906 a 1910
En 1906, fue 2.º, por detrás de Simón Alapín, en el Torneo de San Petersburgo. En 1907, quedó 6.º-7.º, empatado con Peter Potemkine y Peter Evtifeev en San Petersburgo, por detrás de Yevgeni Znosko-Borovski (vencedor del Torneo), Stepan Levitsky, Grigory Helbach y Vasily Omeliansky, y por delante de Alapín. En ese mismo año, disputó otro Torneo en San Petersburgo, donde venció por delante de Alapín, Sergey Lebedev, Alexander Romanovsky, M. Abkin, Boris Koyalovich, Walter Henneberger, Nikolay Tereshchenko, V. Zhukovsky y Karl Wilhelm Rosenkrantz.
En 1907/08, fue 5.º en Łódź (5.º Torneo de Maestros de toda Rusia), por detrás de Akiba Rubinstein (ganador del Torneo), Alapín, Gersz Salwe y Znosko-Borovski, y por delante de Gersz Rotlewi, Goldfarb, Fedor Duz-Khotimirsky, M. Kuczynski, Dawid Daniuszewski, E. Rosenblatt, Notkin y Boris Yankovich. En 1908, quedó 2.º, por detrás de Lebedev, y por delante de Peter Romanovsky y Grigory Helbach, en San Petersburgo (Cuadrangular).
En 1908/1909, obtuvo la victoria, junto con Karl Wilhelm Rosenkrantz, y por delante de Boris Maliutin, Helbach, Lebedev, Peter Romanovsky, Tereshchenko, Anatol Tschepurnoff, R. von Traubenberg, B. Pushkin, Potemkine y P. Radishchev, en San Petersburgo. En 1909, sólo fue 18.º en San Petersburgo (Memorial Chigorin), un Torneo que tuvo como vencedores a Emanuel Lasker y Akiba Rubinstein. En el mismo año, fue 2.º-3.º, empatado con Abram Rabinovich, por detrás de Rubinstein, y por delante de Duz-Khotimirsky, Salwe y Solomon Globus, en el 6.º Campeonato Nacional de Rusia, celebrado en Vilna.

### De 1910 a 1914
En 1910, obtuvo el triunfo, por delante de Lebedev y Grigory Levenfish, en San Petersburgo. En 1911, fue 3.º-5.º, junto con Gustaf Nyholm y Karel Hromadka, por detrás de Rotlewi (vencedor del Torneo) y Moishe Lowtzky, en el Torneo A de Colonia (Alemania). En el mismo año, quedó 3.º-4.º, junto con Levenfish, y por detrás de Duz-Khotimirsky y Znosko-Borovski, en San Petersburgo. Asimismo, logró vencer a Znosko-Borovsky en un enfrentamiento (+5 -3 =10).
En 1912, fue 6.º-7.º, junto con Alexander Flamberg, por detrás de Rudolf Spielmann (ganador del Torneo), Oldrich Duras, Erich Cohn, Richard Reti y Moishe Lowcki, y por delante de Jeno Szekely, Paul Saladin Leonhardt, Nyholm, Stefano Rosselli del Turco y Arnold Aurbach en Abbazia (Opatija). En el mismo año, quedó 8.º, por detrás de Akiba Rubinstein (vencedor del Torneo), Ossip Bernstein, Stepan Levitsky, Aron Nimzowitsch, Alexander Flamberg, Alexander Alekhine y Grigory Levenfish, y por delante de Alapín y Georg Salwe, en Vilna (7.º Campeonato Nacional de Toda Rusia).
En 1913/14, compartió la victoria con Peter Romanovsky en San Petersburgo. En 1914, quedó 12.º en San Petersburgo (8.º Campeonato de Maestros de Rusia), con triunfo conjunto de Alexander Alekhine y Aron Nimzowitsch.

### De 1920 a 1946
Después de la Primera Guerra Mundial, participó en diferentes Campeonatos de la URSS y de algunas repúblicas soviéticas de Asia Medio. A finales de 1920, se mudó de Rusia a Uzbekistán. En 1924, fue 16.º-17.º en Moscú (3.º Campeonato de la URSS), con triunfo de Yefim Bogoliubov.
En 1925, fue 19.º en Leningrado (4.º Campeonato Nacional de la URSS), con nuevo triunfo de Bogoliubov. En el mismo año, empató un enfrentamiento con Duz-Khotimirsky (+5 -5 =0).
En 1927, quedó 10.º-12.º en Moscú (5.º Campeonato Nacional de la URSS), con triunfo conjunto de Fedir Bohatyrchuk y Peter Romanovsky. En el mismo año, obtuvo el triunfo junto con Nikoly Rudnev en el Campeonato de Asia Central.
En 1928, ganó el 2.º Campeonato Nacional de Turkmenistán. En 1929, fue 2.º en Odesa (6.º Campeonato Nacional de la URSS), con victoria de Boris Verlinski.
En 1930, fue 6.º en Tiflis, con triunfo de Vsevolod Rauzer. En 1931, quedó 6.º en el 2.º Campeonato Nacional de Uzbekistán, con victoria de Duz-Khotimirsky.
Freymann fue tres veces campeón de Uzbekistán: 1932,, 1935, y 1937. Asimismo, quedó 16.º-17.º, empatado con Viktor Goglidze, en el Torneo de Leningrado en 1933 (8.º Campeonato Nacional de la URSS), con triunfo de Mikhail Botvinnik. En 1934, fue 2.º en Tashkent (4.º Campeonato Nacional de Uzbekistán). En 1934/35, quedó 20.º y último en Leningrado (9.º Campeonato Nacional de la URSS), con triunfo conjunto de Grigory Levenfish e Ilia Rabinovich. En 1935, obtuvo la victoria en Alma-Ata (2.º Campeonato Nacional de Kazajistán). En 1937, obtuvo la victoria junto con Skripkin en el Campeonato Nacional de Kirguistán. En 1938, fue 14.º en Kiev (Semifinales del 11.º Campeonato Nacional de la URSS, que se celebraría en 1939 en Leningrado).
Tras la Segunda Guerra Mundial, Freymann quedó 4.º en el 10.º Campeonato Nacional de Uzbekistán, con triunfo de H. Abdullaev, en 1945/46.